# Jerry Okorodudu
Jerry Okorodudu (Nigeria; 24 de mayo de 1959 — Nigeria; 28 de junio de 2023) fue un boxeador nigeriano de la categoría de peso medio que compitió en los Juegos Olímpicos.

## Carrera

### Juegos Olímpicos
Tuvo su única aparición en los Juegos Olímpicos en Los Ángeles 1984, donde en la primera ronda venció a Pekka Lassanen de Finlandia por decisión unánime, en la segunda ronda venció a Tom Corr de República de Irlanda por decisión dividida; pero sería derrotado en los cuartos de final ante el eventual ganador de la medalla de oro Shin Joon-Sup de Corea del Sur.

### Juegos de la Mancomunidad
Su única aparición en los Juegos de la Mancomunidad fue en Brisbane 1982 donde ganó la medalla de bronce.

## Muerte
Falleció el 28 de junio de 2023 por complicaciones con una úlcera en el pie.